# Emile Vinck

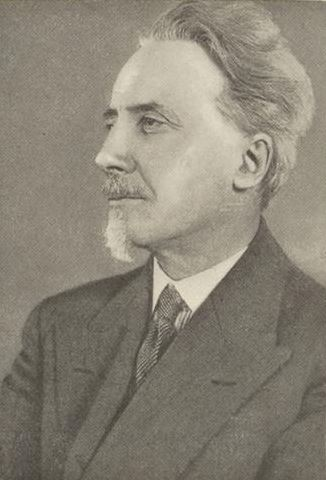
Emile Vinck

Emile Vinck (Alveringem, 31 oktober 1870 - Brussel, 30 oktober 1950) was een Belgisch senator.

## Levensloop
Vinck studeert aan het atheneum van Brussel en de Université libre de Bruxelles. Als doctor in de rechten werd Emile Vinck in 1896 secretaris van de Fédération National des Conseillers Communaux Socialistes en richtte het federatieblad Le Mouvement Communal op. In 1913 stichtte hij de Vereniging van Belgische Steden en Gemeenten waarvan hij ook tot zijn overlijden directeur zou zijn. Van 1945 tot aan zijn overlijden was hij de voorzitter van de Nationale Maatschappij voor Goedkope Woningen en Woonvertrekken en in 1946 was hij vermoedelijk commissaris-generaal van de Belgische afdeling van de Internationale Tentoonstelling Urbanisme et Habitation in Luik.
In 1904 werd Vinck voor de Belgische Werkliedenpartij verkozen tot gemeenteraadslid van Elsene en in 1912 werd hij verkozen tot provinciaal senator voor Brabant. Dit laatste mandaat vervulde hij tot in 1946. In de Senaat was hij ook quaestor (1919-1932) en ondervoorzitter (1932-1946).